# Зборник радова Правног факултета у Новом Саду
Зборник радова Правног факултета у Новом Саду (енгл. Collected Papers) је научни часопис који излази од 1966. године. Издавач је Правни факултет Универзитета у Новом Саду.

## О часопису
Зборник радова Правног факултета у Новом Саду излази непрекидно од 1966. године. У Зборнику радова објављују се научни чланци (оригинални и прегледни). Поред тога, објављују се још и стручни чланци који у фокус стављају проблеме правне праксе, затим студије случаја, саопштења, полемике, прикази књига, коментари закона и други прилози. У зависности од научне оријентације, радови се разврставају у посебна поглавља сваке свеске. Од 2012. године часопис излази у четири свеске годишње. 
Сваки објављени рад у потпуности је опремљен свим неопходним елементима (метаподацима). Сви радови садрже већи број референци којима се упућује на релевантну литературу. Од 2011. године уведен је систем онлајн уређивања часописа, у Цеоновом програму Асистент. Једна од основних предности овог система, поред чињенице да олакшава рад уредништва, јесте и то што омогућава праћење уређивачког и рецензентског процеса, као и вођење евиденције о свим активностима у току уређивања часописа.

## Периодичност излажења
Зборник радова Правног факултета у Новом Саду од 1966. до 1980. године излазио је као годишњак. У овом периоду изашло је и осам ванредних бројева. Након тога Зборник излази три пута годишње, са изузетком 1990. и 1991. када је излазило четири броја годишње. Од 2012. године излази четири пута годишње.

## Категоризација часописа
Зборник радова Правног факултета у Новом Саду је на листама категоризованих часописа Министарства просвете, науке и технолошког развоја Републике Србије, од 2017. године рангиран у категорији М24 (национални часопис међународног значаја)

## Уредништво
- Проф. др Љубомир Стајић
- Prof. dr Damjan Korošec (Словенија)
- Prof. dr Wilhelm Brauneder (Аустрија)
- Prof. dr Tamás Prugberger (Мађарска)
- Prof. dr Serge Regourd (Француска)
- Prof. dr Gérard Marcou (Француска)
- Prof. dr Heinz Mayer (Аустрија)
- Prof. dr Peter Mader (Аустрија)
- Prof. dr Suphawatchara Malanond (Тајланд)
- Проф. др Бранислав Ристивојевић
- Проф. др Татјана Бугарски
- Мр Радмила Дабановић

Менаџер часописа
Др Лука Батуран

### Секретаријат уредништва
- Проф. др Владимир Марјански
- Доц. др Драгана Ћорић
- Доц. др Бојан Тубић
- Доц. др Марко Кнежевић
- Др Цвјетана Цвјетковић
- Др Урош Станковић
- Др Милана Писарић
- Др Наташа Рајић
- Др Стефан Самарџић
- Сандра Самарџић
- Ратко Радошевић

## Уредници
Досадашњи главни уредници:
- Проф. др Владимир Капор (1966)
- Проф. др Никола Воргић (1967–1968)
- проф. др Милош Стеванов (1969–1973)
- Проф. др Боривоје Пупић (1974–1976)
- проф. др Милијан Поповић (1977–1983)
- Проф. др Станко Пихлер (1984–1988)
- проф. др Момчило Грубач (1989–1990)
- Проф. др Јован Мунћан (1991–1997),
- проф. др Милијан Поповић (1998–2003)
- Проф. др Родољуб Етински (2004–2006)
- Проф. др Драгиша Дракић (2006–2013)

## Индексирање у базама података
- HeinOnline база: International & Non-U. S. Law Journals од 1966. године[4]
- EBSCO база Academic Search Ultimate од 2007. године[5]
- EBSCO база Academic Search Complete[6]
- Српски цитатни индекс од 2011. године[7]